# 广西体育中心
广西体育中心，是中華人民共和國廣西壯族自治區南寧市良庆区的一家體育中心，總佔地面積1333333.33平方米，建築面積為508000平方米，它包括一個可容纳6万名观众的體育場、8,719個座位的體育館、3,943個座位的游泳跳水館和和6,347個座位的網球中心。广西体育中心的场馆分三期建设。最先建成的主体育场由华蓝集团设计，于2010年8月11日正式开放，首场比赛是中国国家足球队与巴林国家足球队的友谊赛。主体育场后来获国家优质工程奖银质奖。体育馆、游泳跳水馆、网球中心于2012年7月至9月投入使用，综合训练馆于2014年4月投入使用。
体育场舉辦過2017年中国杯国际足球锦标赛，體育館則舉辦過2014年世界競技體操錦標賽和2019年苏迪曼杯羽毛球比赛。